# Религия в Лихтенштейне
| Религия в Лихтенштейне (2002) | Религия в Лихтенштейне (2002) | Религия в Лихтенштейне (2002) | Религия в Лихтенштейне (2002) | Религия в Лихтенштейне (2002) |
| ----------------------------- | ----------------------------- | ----------------------------- | ----------------------------- | ----------------------------- |
| Католицизм                    |                               |                               | 76.2 %                        |                               |
| Никакой                       |                               |                               | 10.6 %                        |                               |
| Протестантизм                 |                               |                               | 7 %                           |                               |
| Ислам                         |                               |                               | 4.2 %                         |                               |
| Другие                        |                               |                               | 1.2 %                         |                               |
| Православие                   |                               |                               | 0.8 %                         |                               |

Религия в Лихтенштейне представлена различными христианскими деноминациями, преобладающим из которых является католицизм, который исповедуют около 76,2 % (2002) населения страны.

## Положение в обществе
В начале июня 2011 года правительство Лихтенштейна начало разработку законопроекта об отделении церкви от государства, в связи с чем религиозные общины будут лишены государственной дотации. За новый закон высказался глава католической общины Лихтенштейна архиепископ Вадуца Вольфганг Хаас, правящий монарх Лихтенштейна — князь Ханс-Адам II и наследный принц Алоиз.

## Буддизм
По данным Государственного департамента США за 2006 год, в Лихтенштейне проживают 72 человека, исповедующих буддизм, или 0,22% от общей численности населения по состоянию на 2002 год. Это одна из самых маленьких буддийских общин в мире. В столице Лихтенштейна Вадуце находится единственный буддийский центр в стране.